# Titi Robin
Pour les articles homonymes, voir Robin et Thierry Robin.
 (novembre 2013).
Si vous disposez d'ouvrages ou d'articles de référence ou si vous connaissez des sites web de qualité traitant du thème abordé ici, merci de compléter l'article en donnant les références utiles à sa vérifiabilité et en les liant à la section « Notes et références ».
Thierry Robin, dit Titi Robin ou Thierry "Titi" Robin, né le 26 août 1957 à Rochefort-sur-Loire (Maine-et-Loire), est un musicien compositeur et improvisateur français. Il a développé un répertoire musical original se rattachant au monde méditerranéen, aux confluences des cultures gitanes, orientales et européennes. Il joue de la guitare, du buzuq et de l'oud et il est l’auteur exclusif de ses nombreux projets.

## Biographie

### Préliminaires artistiques
Titi Robin a construit dès le début de sa carrière un répertoire musical très personnel, cherchant une harmonie entre les différentes cultures qu’il côtoyait quotidiennement et l’ayant directement et profondément influencé, principalement gitanes et orientales, mêlées à l'environnement occidental. Avant que le courant des musiques du monde n’apparaisse, c’est au sein de ces deux communautés qu’il trouvera un écho sensible et encourageant, le milieu musical hexagonal dominant ne comprenant alors pas vraiment sa démarche. Les fêtes communautaires arabes et gitanes lui donnent l’occasion de tester la couleur originale de son approche musicale face à ces traditions riches dont il s’inspire mais qu’il n’imite pas, recherchant obstinément une voie qu’il lui semble exprimer avec le plus de justesse sa condition d’homme et d’artiste contemporain. Les musiciens qui l’accompagnent alors sont presque exclusivement originaires de ces minorités, comme le percussionniste berbère marocain Abdelkrim Sami qui restera longtemps à ses côtés. Dans sa démarche, pour citer quelques repères, le cantaor Camarón de la Isla, le maître du ‘oud, Munir Bashir, le chanteur Mohammad Reza Shajarian, le romancier Yaşar Kemal, entre autres, sont de ces guides esthétiques permanents dans le cheminement de Titi Robin, auxquels il fait très tôt référence. Il en appelle également fréquemment à la poésie (Machrâb, Hafez, Seamus Heaney) et la peinture (Cézanne, Van Gogh) comme sources d'inspiration. 
On trouve au sein du livret d'un de ces futurs disques cette citation de Vincent Van Gogh : « Je ne sais si tu comprendras que l'on puisse dire de la poésie qu'en bien arrangeant des couleurs, comme on peut dire des choses consolantes en musique. »

### Les débuts
Au tout début des années 1980, il commence à composer dans un style éminemment personnel, qu'il définit lui-même comme « méditerranéen », et qu’il n’a pas quitté depuis. En 1984, il se produit (à la guitare, au ‘oud et au bouzouq) en duo avec Hameed Khan, joueur de tablâ indien originaire de Jaipur. Son répertoire instrumental se constitue petit à petit, ainsi que les bases de son style d’improvisation. Un disque : Duo Luth et Tablâ, maintenant épuisé, témoigne de cet univers profondément original. On y trouve certains thèmes comme « L'exil » qu'il jouera fréquemment tout au long de sa carrière et enregistrera dans de nouvelles orchestrations.
En 1987, il crée le groupe « Johnny Michto », qui mêle la rythmique berbère marocaine, le bouzouq électrifié, la basse et les clarinettes et cornemuses : une tentative de proposer au public une alternative aux nombreuses formations rock, et mariant les cultures populaires des membres du groupe. Mais là encore, c’est la communauté maghrébine qui accueille le plus chaleureusement la formation, les Français de culture occidentale ayant du mal à situer ce style aux références inédites à l'époque. Le thème « Mehdi » qui deviendra par la suite une des mélodies les plus populaires de Titi Robin est jouée ici pour la première fois. Lors d'un concert qu'il donne à Nîmes entouré de musiciens rajasthanis, les cantaors flamencos Fosforito et Chano Lobato (en) se montrent enthousiasmés par son style et le musicien se sent alors encouragé à persévérer dans sa propre voie malgré sa marginalité (influencé par le flamenco, principalement dans sa forme vocale et poétique, il n'en jouera pourtant jamais et préfèrera échanger avec les artistes de ce monde musical).

### Les Trois Frères
En parallèle du duo instrumental avec Hameed Khan, qui mêle improvisations mélodiques et duels rythmiques, Titi Robin rencontre le chanteur breton Erik Marchand qui représente pour lui la culture populaire et traditionnelle la plus riche aux abords de sa région d’origine. Ils vont développer ensemble un répertoire de compositions utilisant les modes avec quarts de tons et le mariage de l’improvisation modale orientale de type taqsîm avec la Gwerz, complainte monodique très ancienne dont le chanteur est alors l’un des rares dépositaires avec par exemple Yann Fanch Kemener. Ocora Radio France leur commande un enregistrement : « An Henchou Treuz » (1990) qui recevra le grand prix de l’Académie Charles-Cros et c’est l’amorce de la réunion des deux duos qui formera le « Trio Erik Marchand » pour lequel Titi Robin compose et arrange l’essentiel du répertoire. Cette formation, d’une grande originalité puisqu’elle réunit un chanteur breton, un joueur de luth arabe (atypique) et un spécialiste du tablâ indien (pour l’anecdote, c’est une photo de ce groupe qui illustre le premier article consacré à la « world music » dans l’Encyclopædia Universalis) voyagera beaucoup, de festivals Womad en scènes consacrées aux musiques contemporaines, du Théâtre de la Ville à Paris, au Quartz de Brest, en passant par la scène jazz qui apprécie leur démarche novatrice dans l’improvisation. Ils tourneront aussi à l’étranger, de Québec à Houston, de Marrakech à Bir Zeit. En 1991 sort le premier opus sous le nom de « Trio Erik Marchand » : « An Tri Breur (les trois frères) » au sein du label Silex. Dans les années 2000, le Trio Erik Marchand continuera de se produire épisodiquement, avec cette fois Keyvan Chemirani (en) aux percussions.

### Gitans
Cette formation avait fait connaître Titi Robin essentiellement comme ‘oudiste (même si l'instrument particulier qu'il utilise alors, conçu par son frère, le luthier Patrick Robin, et son style de jeu personnel sont intentionnellement sensiblement différents du 'oud arabe classique). Un disque sorti en janvier 1993 permet de mieux situer l’univers du musicien et l’interprète du bouzouq et de la guitare : « Gitans » est un hommage souhaité par l’artiste envers la communauté gitane. C'est une mosaïque de rencontres entre des artistes chers à Titi Robin et qui représentent différentes branches de cette grande famille, répandue de l’Inde du Nord à l’Andalousie, via les Balkans, et où il puise sa vision musicale personnelle. Le répertoire est essentiellement constitué de compositions originales et ne reproduit pas un quelconque style tzigane. Il lui semble que le meilleur hommage à rendre à cette communauté est de créer quelque chose de neuf, qui lui ressemble, ce qui démontre paradoxalement la vitalité et la richesse de la source ici honorée. Musiciens invités : Gulabi Sapera (chant), Bruno el Gitano (chant, palmas, guitare), Mambo Saadna (chant, palmas, guitare), Paco el Lobo (chant, palmas), François Castiello (accordéon), Hameed Khan (tablâ), Francis Alfred Moerman (guitare), Abdelkrim Sami (percussions), Bernard Subert (clarinette, cornemuse). Ce disque, et la formation qui va en découler, vont rencontrer un large public, réunissant à la fois les aficionados avertis et les amateurs de musique méditerranéenne. « Gitans » tournera du Japon à l’Hollywood Bowl (États-Unis), de l’Afrique du Sud aux grands festivals européens de musiques du monde. Le thème La Petite Mer, certainement le plus connu du compositeur, est issu de ce disque.

### Le Regard Nu
Début 96, tranchant radicalement avec cette aventure collective, sort un disque instrumental introspectif, basé sur l'improvisation modale, « Le Regard Nu », aboutissement d’une année de recherche expérimentale. Titi Robin s’est inspiré des poses de modèles féminins, à l’instar d’un peintre ou d’un sculpteur, pour nourrir ses improvisations musicales, au ‘oud et au bouzouq, en solo. C'est une suite de tableaux musicaux. Dans le livret du disque, il cite Modigliani : « Pour travailler, j'ai besoin d'un être vivant, de le voir devant moi. » Il est fortement inspiré tout au long de ce travail par un ouvrage de Jean-Pierre Montier, L'art sans art, qui traite de la vision esthétique du photographe Henri Cartier-Bresson. La personnalité du joueur de 'oud irakien Munir Bachir, qui selon Titi Robin « sculptait » le silence et se laissait traverser par l'instant lors de ses improvisations, est très présente à l'esprit du musicien lors de ce travail. Partant d'une technique orientale traditionnelle spécifique, le taqsîm, il l'utilise avec à la fois un respect plus philosophique que formel et une démarche profondément iconoclaste. De la même manière que le jazz américain a pu nourrir des musiciens improvisateurs d'autres cultures qui prennent leurs distances avec le modèle original, il fait de même avec cette tradition esthétique.

### Payo Michto et Kali Gadji
Les tournées de « Gitans » se poursuivent, ce dont témoigne le disque live Payo Michto en 97 (Francis Varis y apparaît à l'accordéon). Les voix sont celles des frères Saadna, issus des « Rumberos Catalans » résidant au quartier Saint-Jacques (Sant Jaume) à Perpignan et du chanteur flamenco andalou Paco el Lobo. Le style rythmique de la rumba catalane est cher à Titi Robin, il croise le son de sa guitare mânouche avec le compás des guitares gitanes à cordes nylon. Cela devient une des couleurs emblématiques de son univers. On y entend également le souffleur breton Bernard Subert, Abdelkrim Sami tient les percussions et Gulabi Sapera apporte sa danse gitane rajasthani.
En parallèle, Titi Robin souhaite trouver une voie tissant des liens avec les musiques populaires occidentales contemporaines, ce qui conduit à une nouvelle formation, incluant dans l’orchestration le saxophone, la batterie et la basse. Ce sera : « Kali Gadji » (98) Les influences gitanes et orientales, toujours très présentes, se mêlent à des textes en français ainsi qu’aux polyrythmies d’Afrique de l’Ouest. Du Maroc au Mali, en passant par la Mauritanie, Titi Robin pressent que l'histoire a lié ces cultures à la grande civilisation méditerranéenne. Les musiciens invités sont Renaud Pion (saxophones), Abdelkrim Sami (chant, percussions), Farid « Roberto » Saadna (chant, guitare, palmas), Jorge « Negrito » Trasante (batterie), Gabi Levasseur (accordéon), Alain Genty (basse) et Bernard Subert (hautbois, cornemuse). Cet orchestre tournera plusieurs années en parallèle de « Gitans » mais n'aura pas le même écho auprès du public et de la critique.

### Ciel de Cuivre
C’est en 2000 que sort Un Ciel de Cuivre, album qui de l’avis de l'artiste lui-même, est le disque représentant le mieux son univers musical dans sa diversité. « Je ne connais aucune autre école artistique que celles de la rue et du plaisir, car personne ne m'a appris à parler ce langage, sinon les hommes et les femmes croisés sur ma route et qui sont loin d'être tous musiciens. Il y a une vérité dans la beauté qui sourd du monde, et je polis un fin miroir qui pourrait refléter cette lumière ; ce geste est le sens de ma musique. Comme dit le Qawwal : « Des milliers de fois, j'ai plongé dans cette rivière sans fond, mais c'est dans un trou d'eau que j'ai trouvé la précieuse perle. » Le vrai voyage est intérieur. La musique se nourrit à cette source intime, au creux du cœur, sous l'étoile, car il n'y a pas d'ailleurs meilleur, ni d'âge d'or dans le passé. Chaque jour, sous un ciel de cuivre, on reprend la route, creusant un peu plus pour trouver le pain, le sel et l'or du chant profond. » Titi Robin (extrait du texte de présentation du disque).
Quinze musiciens sont invités dont Farid “Roberto” Saadna, Gulabi Sapera, Keyvan Chemirani, François Laizeau, Renaud Pion, Negrito Trasante, Francis-Alfred Moerman. Une formation en sextet tournera désormais en permanence, présentant des thèmes issus de ce disque mêlés à des compositions plus anciennes. Le Titi Robin Trio (‘oud, guitare, bouzouq/accordéon/percussions) puisant dans l’ensemble du répertoire exclusivement instrumental de Titi, se produira également beaucoup à l’étranger, en particulier au Moyen-Orient (Irak, Jordanie, Qatar, Émirats, Arabie saoudite, Liban, Palestine…).

### Titi Robin et Gulabi Sapera
Depuis l’année 1992, Titi Robin n'a cessé de collaborer avec Gulabi Sapera, à laquelle il a d’ailleurs consacré un livre Gulabi Sapera, danseuse gitane du Rajasthan (2000, Naïve/Actes-Sud). Elle y conte sa vie, légendaire au Rajasthan, de jeune fille nomade qui passe de la vie misérable des campements de charmeurs de serpent à la reconnaissance nationale puis internationale. Elle est fréquemment l’invitée des spectacles de Titi et la chanson Pundela issue du disque Gitans, comme La Rose de Jaipur, de l'album Un ciel de cuivre, montrent à quel point la rencontre entre ces deux artistes suscite l’émotion. En 2002 sort un opus qu’ils cosignent : « Rakhî » consacré au mariage de leurs univers respectifs, sur la base de chansons de la caste des Kalbeliyas ou du répertoire Marwari, issus du désert du Thar. Un spectacle où sa chorégraphie et les compositions de Titi Robin s’assemblent a vu le jour en septembre 2002, « Jivula », et est annoncé sur de nombreuses scènes françaises et internationales, bénéficiant d’une création lumière de Pascale Paillard. En 2006 sont produits le DVD Jivula et le CD Anita ! (Madoro Music/Naïve) contenant plusieurs films documentaires réalisés par Sergio Mondelo et présentant l'univers de Titi Robin, à partir d'un voyage andalou sur la tombe de Camarón de la Isla, mêlant interviews et images d'archives, extraits de musique sur scènes et en famille, la création musique et danse de Titi Robin et Gulabi Sapera, filmés en Inde ainsi qu’en France. (Le CD live intitulé ANITA! regroupe des interprétations sur scènes à l'automne 2005, enregistrées et mixées par Guillaume Dubois assisté de Jérôme Musiani avec un livret de photos de Louis Vincent). La collaboration avec la danseuse du Rajasthan prendra fin en 2007. Elle aura duré quinze ans.

### Alezane et ces vagues
En 2002, le compositeur réalise l’intégralité de la bande-originale du film de Manuel Boursinhac La Mentale (BO Naïve). Il relève alors le défi de répondre à une telle commande (accompagner à l'image un film policier) en utilisant exclusivement les éléments de langage de son propre style musical.
En 2004, pour fêter 20 ans de carrière, paraît l'anthologie Alezane, double disque avec un livret riche conçu par le peintre et graphiste Éric Roux-Fontaine. Alezane est une sélection d’enregistrements de Titi présentée sous la forme de deux CD thématiques : « le jour » présente des titres rythmés et dansants, « la nuit » des titres plus intimistes, agrémentés d’inédits, de versions remixées et de certains titres réinterprétés.
En 2005, il y aura deux séries de productions parisiennes : 4 soirées au théâtre des Bouffes-du-Nord en février, 5 soirs au Cabaret Sauvage en novembre, à l’occasion de la sortie du nouvel album : Ces vagues que l’amour soulève (Naïve, octobre 2005). Alors que les enregistrements des disques précédents ont souvent été l’occasion d’inviter de nombreux musiciens, avec qui Titi Robin ne tournait pas forcément sur scène, mais qui convenaient idéalement à l’interprétation d’un ou plusieurs morceaux, pour celui-ci, il a convié un comité de musiciens plus restreint, et qui correspond en grande partie à ceux qui l’entourent pour les spectacles. Il y a avant tout ce trio fidèle (Francis Varis à l’accordéon, Kalou Stalin à la basse et Ze Luis Nascimento aux percussions) qui l’accompagne toute l’année au sein de « Jivula » (la création musicale et chorégraphique de Titi Robin et Gulabi Sapera), du quintette et du trio, et qu’il a souhaité omniprésent tout au long des morceaux de ce disque. Le cantaor flamenco Jose Montealegre, qui chante au sein du quintette, est venu enrichir une suite musicale écrite autour du ‘oud. Les frères Saadna, (Los Rumberos Catalans), avec qui il joue depuis de nombreuses années, l’ont rejoint pour clore le disque dans la fête gitane.
À l’occasion de la composition de la bande originale du film de Manuel Boursinhac était présent pour la première fois un orchestre à cordes, composé essentiellement d’altos, violoncelles et contrebasses (sur des arrangements de Renaud-Gabriel Pion). Titi Robin a prolongé cette expérience ici, grâce aux arrangements de Francis Varis, sur trois thèmes. Cette même année était apparue sur scène une nouvelle formation : « En famille », qui réunissait autour de Gulabi Sapera et du musicien la nouvelle génération familiale (Maria, Colombe “La Coque” et Dino Banjara). Maria, au chant, et La Coque, aux percussions, l’ont également rejoint en studio pour cet album.
Toujours en 2005, Titi Robin réalise (assisté de Silvio Soave à la console son et mixage, qui est son ingénieur du son attitré depuis le début des années 1990) la bande originale du film de Florence Quentin OLE! (Naïve). Au milieu des tournées incessantes de l'artiste, en France comme à l'étranger, il est invité par Alain Bashung lors de sa carte blanche à la Cité de la musique en juin. Les deux musiciens se réuniront ensuite à plusieurs reprises en 2006, montrant une belle complicité et un mutuel respect.

### Rencontres

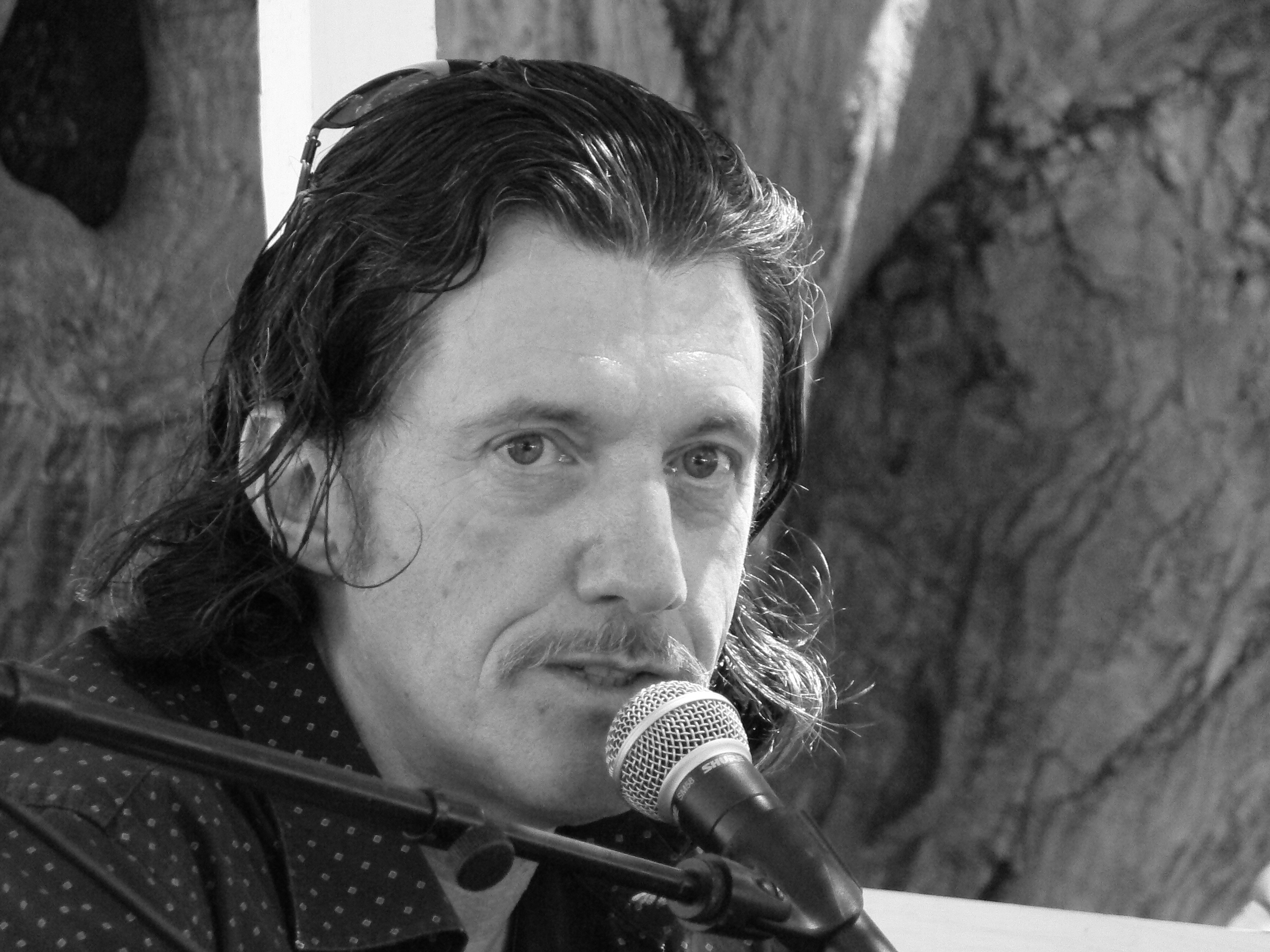
Sète, festival Voix Vives de Méditerranée en Méditerranée, 2012

À l’invitation de Philippe Conrath pour le festival Africolor, Titi Robin conçoit avec le chanteur et poète réunionnais Danyèl Waro, figure emblématique du maloya, un concert réunissant leurs deux univers artistiques : « Michto Maloya »
Ce concert devait être ponctuel mais devant les nombreuses demandes d’organisateurs, il prendra la route de l’hiver 2006 à l’été 2007, lors de trois tournées successives (des Transmusicales de Rennes au festival Sakifo à la Réunion, en passant par « Jazz sous les pommiers » à Coutances, le théâtre des Bouffes du Nord à Paris… 
En juin, Titi Robin se rend au festival gnawa d'Essaouira (Maroc), avec Kalou Stalin et Ze Luis Nascimento. Ils se produisent en trio et présentent également un concert exceptionnel avec le mâalem Abdenbi el Gadari. Pour le musicien, c'est un émouvant retour aux sources, car la musique marocaine était très présente à ses débuts et la musique gnaoui en particulier.
En août 2006, c'est la rencontre initiale et mémorable sur scène entre Titi Robin et le Qawwal de Lahore, Faiz Ali Faiz (en), (aux Escales à Saint-Nazaire) qui évoluera plus tard en 2009 avec une création au Festival de Saint Denis, la réalisation d'un disque, « Jaadu » et de nombreux concerts internationaux. Titi compose pour cette occasion un répertoire mélodique entièrement original au service de la poésie soufie du qawwali. Cette culture mystique à travers le chant, le rythme et la poésie était chère au cœur de l'artiste et très populaire au Rajasthan indien qu'il avait beaucoup fréquenté aux côtés de Gulabi Sapera.
En mars 2007, le nouveau CD de la « reine des Gitans » Esma Redžepova, la voix des Roms des Balkans, se réalise avec la participation de Titi Robin (Accords Croisés). Une série de concerts pour célébrer la sortie de l'album se déroulera à Paris (New Morning) et en Arles (Festival les Suds).
En décembre 2007, à l'occasion du 800e anniversaire de la naissance du poète soufi Rûmî, Titi Robin présente une création originale au théâtre Gérard-Philippe de Saint Denis, centrée sur la poésie mais qui laissera une large part au daf, une percussion iranienne sur cadre utilisée, entre autres, lors des rituels soufis. C'est la musicienne kurde iranienne Shadi Fathi qui conseille le musicien pour les adaptations en langue française des poèmes et écrit les parties de daf, accompagnée de Colombe Robin "La Coque". Les lecteurs sont Esmaïl (persan) et Soeuf Elbadawi (français), les autres musiciens Renaud Pion (vents) et Keyvan Chemirani (zarb).

### Kali Sultana
Les concerts en trio et quintette (avec soit Pepito Montealegre soit Maria Robin au chant) se poursuivent.
Titi Robin est en tournée du sud au nord de l'Inde en octobre 2008 avec son trio (il tourne fréquemment sur le sous-continent) et il rédige à cette occasion, quotidiennement un blog à la demande du site de Radio France internationale (RFI). Cet ensemble d'articles est toujours disponible.
À l'automne 2008 sort « Kali Sultana, l'ombre du ghazal », nouveau projet à la fois discographique et scénique. Longue suite en deux volets, sept mouvements et trois intermèdes, cet album-fleuve est un double CD. « Il a la force et la fluidité d’un poème lyrique et épique. Les motifs mélodiques et rythmiques s’enchaînent, se répondent et se prolongent, unis par la libre inspiration d’une musique qui abolit toute distance entre la geste improvisée et la tradition écrite, la parole individuelle et le souffle collectif, la ferveur de la danse et le recueillement de l’introspection, l’attachement au réel et l’aspiration au rêve. Comme toujours chez Titi Robin, ils tissent la trame d’un récit, au centre duquel trône cette fois-ci la figure de la Kali Sultana (la "Reine Noire"). Incarnation féminine de la grâce, idéal de beauté après lequel courent tous les artistes, elle est cette muse universelle, imaginaire et pourtant omniprésente, dont tout créateur rêve d’embrasser l’indicible et insaisissable splendeur. » (extrait du dossier de présentation de l'album). S'ensuit une tournée en 2009 avec une section de cordes (deux altos et un violoncelle), et le retour de Renaud Pion aux vents. Ce concert se déroule sur deux heures sans interruption, toutes les pièces étant enchainées.
Courant 2009, « Gitans » sort en édition anglaise au Royaume-Uni.
Durant l'été, il rencontre à l'initiative de Brahim el Mazned et Patrice Bulting le joueur de gumbri marocain Majid Bekkas avec lequel il crée un spectacle original pour les deux festivals d'Agadir et Saint Nazaire. Y participent entre autres le percussionniste Minino Garay et le joueur de ribab Foulane Bouhssine (Mazagan).
Pour son premier concert au Mali, à Bamako, en mai 2011, Titi Robin est accueilli sur scène par les grandes figures musicales que sont Toumani Diabaté, Oumou Sangaré et Bassekou Kouyaté qui sont tous venus lui souhaiter publiquement la bienvenue et interprètent avec lui quelques morceaux pour l'occasion. Cheick Tidiane Seck est également présent dans la salle. Le style de jeu de corde malien semble proche au musicien de son propre univers (il appréhende toujours cette continuité musicale depuis l'Andalousie arabe jusqu'à la Mauritanie et le Mali) et il avait déjà composé pour l'album « Kali Gadji » un hommage à la chanteuse Oumou Sangaré. Il l'avait également invitée à l'impromptu sur la scène de la Cigale à Paris en 2000. Elle organisera à son tour une soirée en l'honneur de Titi Robin et ses musiciens à Bamako.

### Sur Les Rives
De fin 2009 à 2011, Titi Robin travaille à son triptyque Les Rives, projet de longue haleine qui lui tient particulièrement à cœur : enregistrer un disque dans chacun des trois pays suivants, l'Inde, la Turquie et le Maroc, autour de son répertoire et avec des musiciens locaux, en le faisant produire par une maison de disques locale et à destination du public local, afin de rendre aux cultures qui l'ont tant influencé ce qu'il estime leur devoir. Dans un deuxième temps, les trois CD sortent groupés dans un coffret pour une distribution européenne et internationale.
En parallèle de ces productions discographiques, Titi Robin n'a cessé de tourner en France et internationalement.
Nommé aux Victoires de la musique 2012 dans la catégorie « Musiques du Monde », il saisit l'occasion pour publier une tribune très critique sur ce genre d'évènement médiatique : « Dans ma carrière, j'ai soigneusement évité toute compétition. En tout premier lieu, dans l'acte de création, il n'y a pas de prix, pas de commerce, pas de concurrence. La quête esthétique motive seule ce geste… »

À l'occasion de la sortie du coffret « Les Rives », lors d'un concert donné à l'Institut du monde arabe à Paris en novembre 2011, il réunit une nouvelle formation avec Murad Ali Khan (sarangi), Sinan Çelik (kaval), El Mehdi Nassouli (guembri, chant), Ze Luis Nascimento (percussions) et Francis Varis (accordéon). Cet orchestre se produit régulièrement sur scène en 2012 et 2013.
En juillet 2011, il avait présenté à Mumbai, Bengalore, Chennai et New-Delhi un quartette composé autour de lui, de Murad Ali Khan (sarangi), Vinay Mishra (harmonium) et Ninayat Netke (tablâ) pour la sortie de son disque indien « Laal Asmaan ».

### En poésie: L'ombre d'une source avec Michael Lonsdale
En parallèle de son travail de musicien, Titi Robin n'a cessé d'approfondir une recherche littéraire et poétique. La poésie est une source d'inspiration constante de sa musique et il s'y confronte avec constance depuis trente cinq ans, sans jamais publier, hormis des participations ponctuelles à des ouvrages et au sein de ses disques, estimant que cette forme esthétique très exigeante appelle une maturité et un recul que seul le temps peut lui procurer.
Dans ce disque sorti en février 2014, soutenu par la voix, la personnalité et la riche expérience de Michael Lonsdale, Titi Robin marie ses paroles musicales et poétiques au sein d'un même projet. Les voix des deux interprètes, comédien et musicien, se mêlent dans un dialogue fusionnel intense afin que ce dialogue subtil ne forme plus qu’un seul chant.

### Taziri: le blues méditerranéen
En 2015, Titi Robin continue sa collaboration avec l'artiste gnawa Mehdi Nassouli. Après avoir enregistré ensemble l’album marocain Likaat et partagé la scène pour le spectacle Les Rives, ils abordent un répertoire original que Titi Robin a composé pour l'occasion. Taziri sort en avril 2015, un disque autour des racines du blues : le blues de l'Afrique du nord-ouest dont le Maroc fait partie, ce blues qui à tant inspiré et nourri la musique populaire occidentale. Comme le dit Titi : "Taziri est un blues méditerranéen, tendant un pont musical entre les rives nord et sud de notre mer commune".

### Rebel Diwana: la mue électrique de Titi Robin[4]
Avec Rebel Diwana sorti en 2018, la musique de Titi Robin change de peau et d’outils, sans rien abdiquer de son langage, son âme, sa vision. Flanqué de trois jeunes musiciens de la scène jazz parisienne, ainsi que d’un joueur de sarangi et d’un chanteur indien, son auteur intensifie sa matière, en usant pour la première fois d’une guitare électrique et en posant sa voix sur ses propres mots. Rebel Diwana est un recueil de poèmes acérés et sensuels, où se confondent les figures de la passion et de l’exil. Il y trace plus profondément encore le sillon d’une expression de l’intime à nulle autre pareille, les contours d’un univers intérieur abreuvé aux sources des musiques du bassin méditerranéen, d’Asie Centrale ou du Rajasthan.

## Style musical
Titi Robin construit son œuvre, à travers :

- des compositions, qui s'échelonnent sur maintenant trente ans (son style n'a pas changé, à tel point qu'il utilise par exemple, en 2008, parmi les compositions de « Kali Sultana », deux thèmes composés à la fin des années 1970, et il semble difficile de déceler la moindre différence d'ordre stylistique. « La vérité est que je ne sais pas pourquoi ce style m'a été donné, mais je travaille sans cesse à le mettre en forme et le polir »).
- des interprétations et improvisations, qui évoluent parce que, comme les compositions, sa vie et son cœur intègrent « des expériences qui sont celles de la vie d'un homme avec tout ce que ça comporte de joies, de souffrances, de rêves déçus et parfois d'heureuses découvertes ». Sa maîtrise des instruments et de l'orchestration est également enrichie par l'expérience.
- des spectacles scéniques qui abordent, par différents angles, toujours le même univers, en cherchant à ce que ces différents éclairages donnent un sens à sa quête. Les plaisirs très différents et complémentaires du jeu soliste et solitaire et de l'improvisation collective et festive font que la forme est plus ou moins orchestrale.
- des disques qu'il conçoit comme totalement autonomes des concerts (les disques live semblent être des concessions à son entourage), « tels des livres ou des tableaux, que ceux qui les acquièrent savoureront à leur manière, dans dix ans ou de l'autre côté de la terre, comme on s'approprie un bouquin, avec le même degré d'intimité. Tous ces disques font partie d'un ensemble qui finira peut-être un jour, si Dieu le veut, par prendre sens avec évidence. »
- des démarches particulières et fondamentales comme :
  - travailler avec des modèles, tel un peintre ou un sculpteur, (« Le Regard Nu », le travail de préparation pour « La Mentale » ou « Kali Sultana » où il invite à nouveau des modèles pour vivifier son inspiration) ou avec la danse comme dans un dialogue (avec Gulabi Sapera).
  - fonder ses orchestrations sur des logiques musicales héritées d'un fonctionnement traditionnel lié (comme les polyrythmies du chaâbi marocain dans les thèmes « Lovari » ou « Fandangos Maures ») afin de ne pas greffer artificiellement à un thème donné une logique orchestrale étrangère qui ne « respirerait » pas de la même manière, ce qui se fait par ailleurs beaucoup dans la « world music » (et qui est une tout autre démarche, très éloignée de sa philosophie personnelle).
  - la volonté qu'on ne perçoive jamais dans son travail les points de jonctions, les coutures, entre les différentes influences, ce qui peut paradoxalement faire paraître sa musique comme simple, mais ce qui prouve à ses yeux la réussite du projet (« c'est ce que j'aime aussi dans la poésie, quand l'idée la plus profonde est exprimée avec la plus grande simplicité, en toute modestie, et c'est à mes yeux le plus difficile car on ne peut tricher, on est nu »). Il est à noter qu'il accorde la plus grande importance à la reconnaissance des traditions dont il s'inspire.

## Citations
- « Mon univers esthétique est l'héritier pleinement moderne et contemporain d'une civilisation qui, elle, est ancienne, méditerranéenne, qui a réuni de nombreux styles artistiques tout au long de ses rives, depuis le sud des Balkans jusqu'à l'Afrique du Nord, des rives sud de l'Europe jusqu'au Machreq. Il a été fondateur à une autre époque pour de nombreux artistes mais aussi scientifiques, médecins, philosophes, artisans ou poètes. De plus, la culture méditerranéenne a longtemps été irriguée par un fleuve culturel et philosophique venu du Nord de l'Inde, à travers l'Asie Centrale. C'est également le même chemin qu'ont parcouru les Gitans. Voilà pourquoi j'entends parfois dans le chant d'un Kalo du quartier San Jaume de Perpignan la même métaphore poétique que me soufflait quelques jours plus tôt un Langha du Rajasthan ou un Qawwal de Lahore. Tous ces styles se font écho, s'opposant ou s'attirant, mais se rejoignant sans cesse. Ils sont toujours vivants et transparaissent sous mille formes complémentaires. Créateur contemporain, je ne fais donc aujourd'hui aucunement de la "fusion" mais, armé de ce langage qui m'est propre, de ce vocabulaire et de ces compositions qui racontent mon parcours et mon identité, je revendique au contraire une filiation avec les éléments de cette mosaïque à la fois diversifiée et homogène qui préexistait largement à ma démarche. » Titi Robin, Texte de présentation du projet « Les Rives »

## Discographie
- Duo Luth et Tablâ (avec Hameed Khan), Playasound, 1986.
- An Henchou Treuz (avec Erik Marchand), Ocora/Radio France, 1989.
- An tri breur (Trio Erik Marchand), Silex, 1993.
- Gitans, Silex/Naïve, 1993.
- Le regard nu, Silex/Naïve, 1996
- Payo michto, Silex/Naïve, 1997
- Kali gadji, Silex/Naïve, 1998.
- Un ciel de cuivre, Naïve, 2000.
- Rakhi, Naïve, 2002.
- Alezane, Naïve, 2004.
- Ces vagues que l'amour soulève, Naïve, 2005.
- Olé (BOF), Naïve, 2005
- La mentale (BOF), Naïve, 2006
- Anita Naïve, 2006.
- La musique des Gitans, Le Petit Cheval d’Étoiles, Livre/CD, une histoire de Béatrice Fontanel illustrée par Charlotte Gastaut, racontée par Jean Diab et mise en musique par Titi Robin, Gallimard Jeunesse, 2008.
- La P'tite Ourse, Livre/DVD, texte de Laure Morali et film d'animation réalisé par Fabienne Collet mis en musique par Titi Robin, Naïve, 2008.
- Kali Sultana Naive 2009
- Jaadu (avec Faiz Ali Faiz), Accords Croisés, 2009
- Laal Asmaan, Blue Frog (Mumbai, Inde), 2011.
- Gül Yapraklari, A.K. Müzik (Istanbul, Turquie), 2011.
- Likaat, Ayouz Vision (Inezgan, Maroc), 2011.
- Les Rives, coffret des trois CD précédents avec un livret et le DVD de la cinéaste indienne, Renuka George retraçant les enregistrements dans les trois pays, Naïve, 2011
- L'Ombre d'une source, la poésie de Titi Robin lue par Michael Lonsdale sur une création originale de Titi Robin au bouzouq et à guitare. World Village, 2014
- Taziri, avec Mehdi Nassouli. World Village, 2015
- Rebel Diwana, avec Shuheb Hasan & Mural Ali Khan. PIAS, 2018

### Participations comme invité
- Sag An Tan El, Erik Marchand / Le Taraf De Caransebes, (sur les titres « Marv eo ma mestrez », « Madam la Frontière », « An danserien» et « Le libertin »), Silex, 1994.
- Dor, Erik Marchand / Le Taraf De Caransebes, (sur les titres « Ton Moldav », « Gwellan Amzer », « Doina Haiducilor » et « Kannen ma mestrezed»), Sony Music/Rca Victor, 1998.
- Identités, Idir, (sur le titre « Fable »), Sony/Saint Georges, 1999.
- Djezaïr , Kadda Cherif Hadria, (sur les titres « Brit » et « Awiliya »), Naïve, 2001.
- Somos Gitanos, Gipsy Kings, (sur le titre « Majiwi »), Columbia, 2001.
- Mon Histoire, Esma, reine des Tsiganes, Esma Redzepova, (sur les titres « Mon histoire », « Aman Aman », et « Hommage à Esma »), Accords Croisés, 2007.